# Скупой рыцарь
«Скупо́й ры́царь» — одна из «маленьких трагедий» А. С. Пушкина, написанная в болдинскую осень 1830 года.

## Сюжет
Молодой рыцарь Альбер жалуется своему слуге Ивану на безденежье, на скупость старого отца-барона и на нежелание ростовщика-еврея Соломона ссудить ему денег взаймы. Во время разговора с Альбером еврей намекает, что получение долгожданного наследства можно приблизить, отравив скрягу-отца. Рыцарь в негодовании изгоняет Соломона вон.
Пока старый барон чахнет в подвале над своими сокровищами, негодуя по поводу того, что наследник когда-нибудь спустит всё накопленное им с таким трудом и при упорной борьбе с собственной совестью (которую он называет «когтистым зверем»), Альбер подаёт местному герцогу жалобу на родителя. Спрятавшись в соседней комнате, он подслушивает беседу герцога с отцом.
Когда старый барон начинает обвинять сына в намерении убить и обокрасть его, Альбер врывается в залу. Отец бросает сыну перчатку, тот с готовностью принимает вызов. Герцог в возмущении отнимает у Альбера перчатку и изгоняет его из своего дворца, после чего обращается с упрёком к барону. Но тот умирает, провожаемый словами герцога: «Боже! Ужасный век, ужасные сердца!» Последние мысли умирающего старика всё так же обращены к стяжательству: «Где ключи? Ключи, ключи мои!..»

## Персонажи
- Барон Филипп
- Альбер, сын барона Филиппа
- Иван, слуга
- Еврей Соломон (ростовщик)
- Герцог

## Создание и обнародование

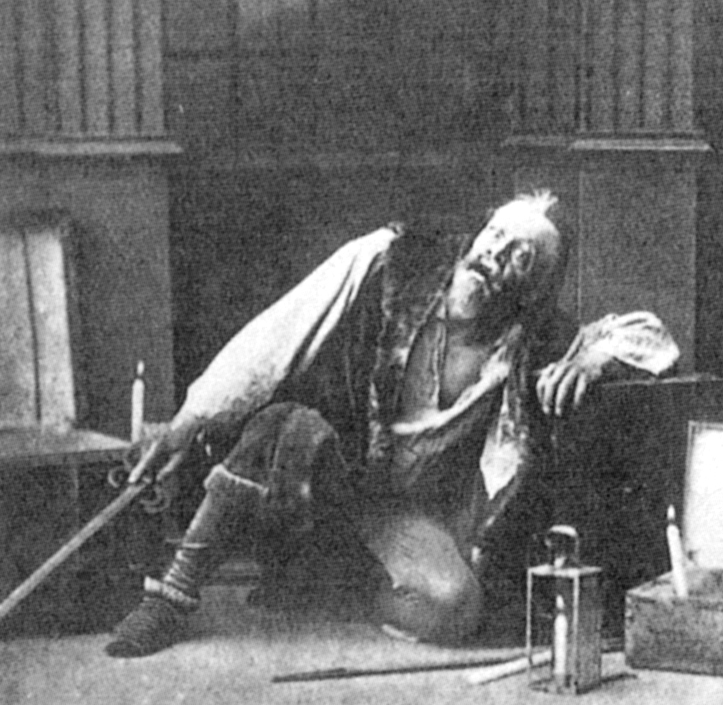
Константин Станиславский в роли Скупого рыцаря (1888)

Замысел пьесы (возможно, навеянной тяжёлыми отношениями поэта со скупым отцом) витал в голове Пушкина ещё в январе 1826 года (запись в рукописи того времени: «Жид и сын. Граф»).
Болдинская рукопись имеет дату «23 октября 1830 г.»; ей предпослан эпиграф из Державина:
 «Престань и ты жить в погребах,

 Как крот в ущельях подземельных».
Пушкин решился опубликовать «Скупого рыцаря» только в 1836 году, в первой книжке «Современника» за подписью Р. (французский инициал фамилии Пушкина). Чтобы избежать упрёков в незавершённости пьесы, публикация была обставлена как литературная мистификация, с подзаголовком: «Сцена из Ченстоновой трагикомедии: The Covetous Knight». На самом деле у Ченстона (или Шенстона) нет произведения с таким названием. Эпиграф из Державина стал неуместным и был снят.
«Скупой рыцарь» был назначен к постановке в Александринском театре через три дня после смерти автора, но в итоге был заменён на водевиль (возможно, под нажимом властей, опасавшихся выражения публикой сочувствия к убитому поэту).

## Происхождение сюжета

### Автобиографическая версия
В 1855 г. первый биограф Пушкина Анненков объяснял мистификационный подзаголовок «Скупого рыцаря» следующим образом: «причину, понудившую Пушкина отстранить от себя честь первой идеи, должно искать, как мы слышали, в боязни применений и неосновательных толков». Однако «применения» всё-таки последовали. Целый ряд фактов указывает на финансовые проблемы во взаимоотношениях поэта с отцом. Тот же Анненков сообщает, что при выпуске из Лицея 17-летнему Александру Пушкину из-за скупости отца не удалось попасть в блестящий Лейб-гвардии гусарский полк: «Сергей Львович отговаривался недостатком состояния и соглашался только на поступление сына в один из пехотных гвардейских полков». В дальнейшем, в период южной ссылки, поэт не имел никакой материальной поддержки из дома (даже в первые месяцы, когда из-за бюрократических проволочек вынужден был обходиться без казённого жалования). Со временем жалованье начали выплачивать, но его не хватало, как это явствует из письма А. С. Пушкина брату Льву (Одесса, 25 августа 1823 г.): «Изъясни отцу моему, что я без его денег жить не могу <…> мне больно видеть равнодушие отца моего к моему состоянию» . Бедствовал поэт и позднее, в Михайловском. Из письма к брату Льву (28 июля 1825 года): «мне нужны деньги или удавиться».

### Версия литературных реминисценций
Сторонники этой версии видят в сюжете «Скупого рыцаря» подражание европейским литераторам, разрабатывавшим тему скупости.
«Тип скупца восходит к герою комедии римского драматурга Плавта (III—II в. до н. э.) „Кубышка“. Два элемента, намеченные в этой комедии: монолог скупца, обращённый к сокровищу, и его конфликт с собственным наследником — стали каноническими в произведениях о скупцах. Имеются они и в комедии Мольера „Скупой“, на которую в большой степени ориентирована пушкинская драма».

### Историческая версия
Советский литературовед Г. А. Гуковский (1902—1950) предположил, что Пушкин использовал при работе над «Скупым рыцарем» исторический и бытовой материал многотомного труда Проспера де Баранта «История герцогов Бургундских дома Валуа». Прототипом пушкинского Герцога Гуковский считал Филиппа Доброго, герцога Бургундии в 1419—1467 гг.
Версия Гуковского не нашла распространения в литературе. Во всех без исключения комментариях к изданиям «Скупого рыцаря», вышедших в свет до 2017 г., о её существовании попросту умалчивается. Публикации сторонников Гуковского немногочисленны, а в стане его противников оказался авторитетнейший литературовед Юрий Лотман (1922—1993).
В 2017 г. предложена модификация схемы Гуковского: историческим прототипом Герцога признаётся не Филипп Добрый, а его сын и наследник Карл Смелый. Для финальной сцены «Скупого рыцаря» Пушкин использовал реальный исторический эпизод, имевший место при бургундском дворе в 1472 г. и описанный Барантом.

## Адаптации
- «Скупой рыцарь» — опера С. В. Рахманинова, 1904 год
- «Маленькие трагедии» — советский фильм 1979 года